# Judo ai XIX Giochi del Mediterraneo
Gli incontri di judo ai XIX Giochi del Mediterraneo si sono svolti dal 29 luglio al 1º agosto 2022 al Convention Centre Mohammed Ben Ahmed Halls di Orano.

## Risultati

### Uomini
| Evento                  | Oro                     | Argento                  | Bronzo                               |
| fino a 60 kg (dettagli) | Francisco Garrigós      | Fraj Dhuibi              | Youssry Samy Issam Bassou            |
| fino a 66 kg (dettagli) | Mohamed Abdelmawgoud    | Matteo Piras             | Maxime Gobert Strahinja Bunčić       |
| fino a 73 kg (dettagli) | Messaoud Redouane Dris  | Hassan Doukkali          | Aleddine Ben Chalbi Akil Gjakova     |
| fino a 81 kg (dettagli) | Vedat Albayrak          | Kenny Komi Bedel         | Tizie Gnamien Alfonso Urquiza Solana |
| fino a 90 kg (dettagli) | Mikail Özerler          | Theodorps Tselidis       | Toni Miletić Tristani Mosakhlishvili |
| fino 100 kg (dettagli)  | Nikoloz Sherazadishvili | Mustapha Yasser Bouamar  | Joris Agbegnenou Aleksandar Kukolj   |
| oltre 100 kg (dettagli) | Vito Dragic             | Mohamed Sofiane Belrekaa | Lorenzo Agro Sylvain Wahib Hdiouech  |

### Donne
| Evento                  | Oro                 | Argento               | Bronzo                              |
| fino a 48 kg (dettagli) | Mélanie Vieu        | Milica Nikolić        | Maruša Štangar Oumaima Bedioui      |
| fino a 52 kg (dettagli) | Distria Krasniqi    | Ana Viktorija Puljiz  | Chloe Devictor Ana Pérez Box        |
| fino a 57 kg (dettagli) | Marica Perišić      | Giulia Caggiano       | Anđela Samardžić Flaka Loxha        |
| fino a 63 kg (dettagli) | Laura Fazliu        | Cristina Cabaña Pérez | Amina Belkadi Iva Oberan            |
| fino a 70 kg (dettagli) | Ai Tsunoda Roustant | Nihel Landolsi        | Elisavet Teltsidou Martina Esposito |
| fino a 78 kg (dettagli) | Loriana Kuka        | Chloe Buttigieg       | Petrunjela Pavić Nurcan Yilmaz      |
| oltre 78 kg (dettagli)  | Kayra Sayıt         | Nihel Cheikh Rouhou   | Larisa Cerić Coralie Hayme          |

## Medagliere
| Posizione | Paese                | Oro | Argento | Bronzo | Totale |
| --------- | -------------------- | --- | ------- | ------ | ------ |
| 1         | Spagna               | 3   | 1       | 3      | 7      |
| 2         | Kosovo               | 3   | 0       | 2      | 5      |
| 3         | Turchia              | 3   | 0       | 1      | 4      |
| 4         | Algeria              | 1   | 2       | 1      | 4      |
| 5         | Francia              | 1   | 1       | 5      | 7      |
| 6         | Serbia               | 1   | 1       | 2      | 4      |
| 7         | Egitto               | 1   | 0       | 1      | 2      |
| 7         | Slovenia             | 1   | 0       | 1      | 2      |
| 9         | Tunisia              | 0   | 3       | 3      | 6      |
| 10        | Italia               | 0   | 3       | 2      | 5      |
| 11        | Croazia              | 0   | 1       | 2      | 3      |
| 12        | Grecia               | 0   | 1       | 1      | 2      |
| 12        | Francia              | 0   | 1       | 1      | 2      |
| 14        | Bosnia ed Erzegovina | 0   | 0       | 3      | 3      |
| Totale    | Totale               | 14  | 14      | 28     | 56     |